# Italien i olympiska vinterspelen 1998
Italien deltog i olympiska vinterspelen 1998. Italiens trupp bestod av 113 idrottare, 79 var män och 34 var kvinnor.

## Medaljer

### Guld
- Bob
  - Dubbel herrar: Günther Huber och Antonio Tartaglia
- Alpin skidåkning
  - Damer storslalom: Deborah Compagnoni

### Silver
- Längdskidåkning
  - Herrar stafett: Marco Albarello, Fulvio Valbusa, Fabio Maj och Silvio Fauner
  - Damer 30 km: Stefania Belmondo

- Alpin skidåkning
  - Damer slalom: Deborah Compagnoni

- Skidskytte
  - Herrar 20 km: Pieralberto Carrara

- Rodel
  - Singel herrar: Armin Zöggeler

- Snowboard
  - Herrar storslalom: Thomas Prugger

### Brons
- Längdskidåkning
  - Herrar 30 km: Silvio Fauner
  - Damer stafett: Karin Moroder, Gabriella Paruzzi, Manuela Di Centa och Stefania Belmondo